# The Burning Halo
The Burning Halo è un album del gruppo musicale doom/gothic metal svedese Draconian, pubblicato il 29 settembre 2006 per la Napalm Records. La copertina dell'album è stata disegnata dall'artista Travis Smith.

## Tracce
1. She Dies – 7:28
2. Through Infectious Waters – 8:04
3. The Dying – 9:49
4. Serenade of Sorrow – 5:01
5. The Morningstar – 8:01
6. The Gothic Embrace – 8:35
7. On Sunday They Will Kill the World – 4:13
8. Forever My Queen – 2:49

## Formazione
- Anders Jacobsson - voce
- Lisa Johansson - voce
- Johan Ericson - chitarra, cori
- Daniel Arvidsson - chitarra
- Fredrik Johansson - basso
- Andreas Karlsson - tastiere, programmazione
- Jerry Torstensson - batteria, percussioni